# Babie lato (biologia)

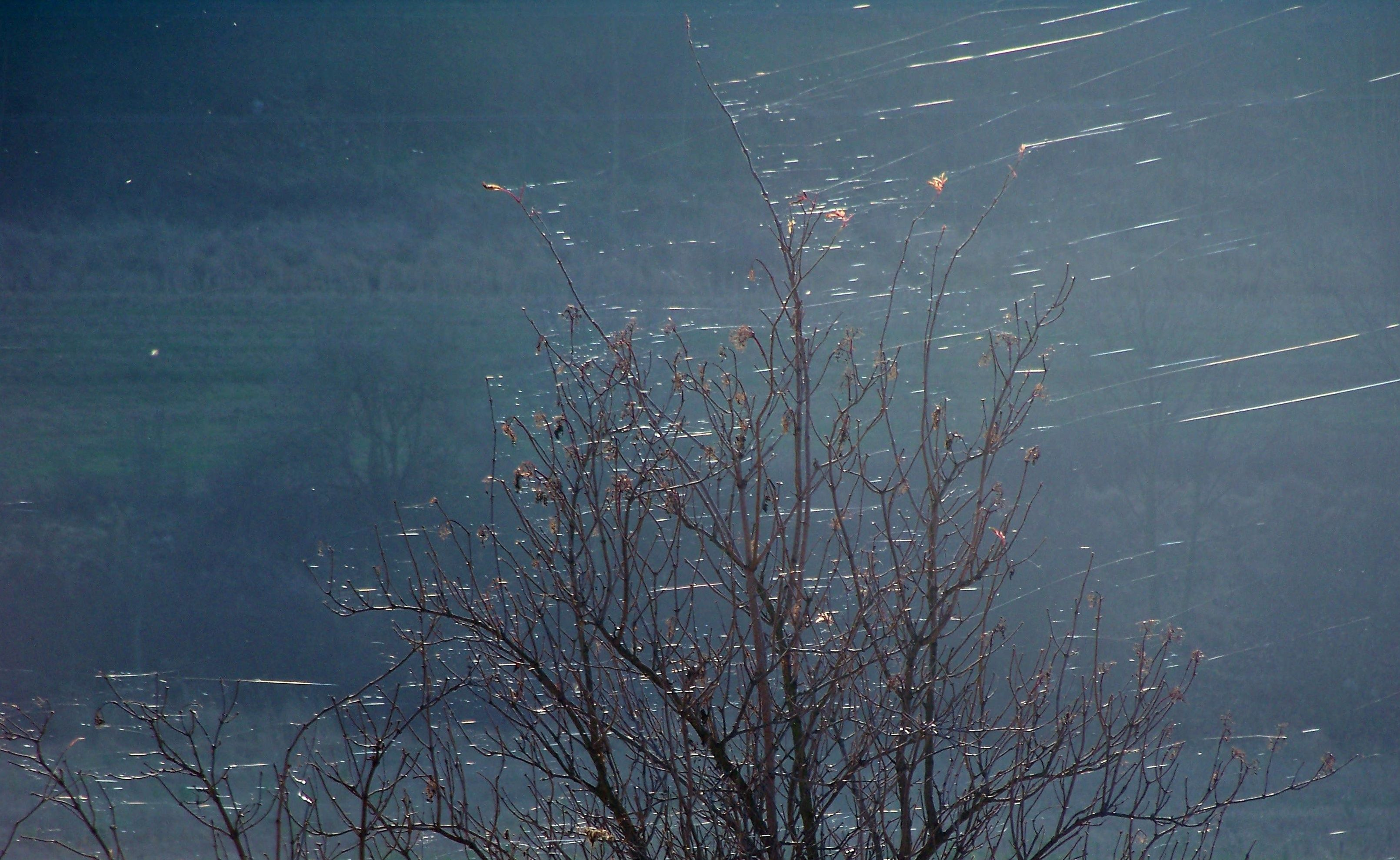
Babie lato, które zaczepiło się na krzewie

Babie lato – unosząca się w powietrzu, w pogodne dni jesienne, nić przędna niektórych pająków. Potocznie również okres, w którym to zjawisko występuje. W Europie Środkowej jest to zwykle druga połowa września.
Nici przędne, nazywane babim latem, wytwarzane są zwykle przez młode pająki obu płci, z gatunków o niewielkich rozmiarach, zaliczanych do wielu rodzin. Masa ciała większości pająków zbadanych w aeroplanktonie USA i Australii mieściła się w przedziale 0,2–1,0 mg.
Na tych cienkich, długich nitkach pająki, które je uprzędły, biernie rozprzestrzeniają się na duże odległości (do kilkuset kilometrów) osiągając przy tym niekiedy znaczny pułap. Ich liczebność jest największa tuż nad powierzchnią ziemi i maleje ze wzrostem wysokości. Obserwowano je do wysokości 1500 m. Ich wędrówki na półkuli północnej są obserwowane przez cały rok. Najliczniej wędrują w okresie od maja do października. Ważną rolę w locie pająków z wykorzystaniem nici przędnych może odgrywać elektrostatyka.